# Sonny Colbrelli
Sonny Colbrelli (* 17. května 1990) je bývalý italský profesionální silniční cyklista jezdící za UCI WorldTeam Team Bahrain Victorious.  Je pojmenován po Jamesi “Sonnymu” Crockettovi, postavě z amerického televizního seriálu Miami Vice.

## Kariéra
Colbrelli se stal profesionálem na začátku sezóny 2012, kdy se připojil k týmu Colnago–CSF Bardiani jako neoprofesionál. Jeho předchozím týmem byl amatérský tým Zalf Desirèe Fior. Colbrelli za tým Colnago–CSF Bardiani jezdil ve dvou obdobích v letech 2010 a 2011 jako stagiaire.
Colbrelli se poprvé zúčastnil Grand Tour v roce 2012, a to Gira d'Italia. Jeho úkolem bylo rozjíždět sprinty Sachu Modolovi. I z této pozice získal své první umístění v top desítce, a to ve 13. etapě, kterou dokončil na 9. místě. Zároveň napomohl Modolovi ke 4. místu v té samé etapě.
12. dubna 2017 vyhrál Colbrelli klasiku Brabantský šíp před obhájcem vítězství Petrem Vakočem, jenž dokončil na 2. místě.
Colbrelli vyhrál Paříž–Roubaix 2021. Cílovou pásku přejel celý pokryty blátem a prachem poté, co ve sprintu porazil Floriana Vermeersche a Mathieua van der Poela.

V březnu 2022 utrpěl při závodu Volta a Catalunya zástavu srdce z důvodu arytmie. Podstoupil operaci, kdy mu ubyl voperován kardioverter-defibrilátor. Na doporučení lékařů se rozhodl ukončit kariéru ze zdravotních důvodů.

## Hlavní výsledky
2009
2. místo Giro del Veneto
2010
vítěz Trofeo Alcide Degasperi
Mistrovství světa
6. místo silniční závod
7. místo Circuito del Porto
2011
2. místo Trofeo Zsšdi
2. místo Trofeo Banca Popolare di Vicenza
3. místo Trofeo Franco Balestra
3. místo Gran Premio della Liberazione
Coupe des nations Ville Saguenay
10. místo celkově
2012
Giro di Padania
vítěz etapy 1b (TTT)
2. místo Coppa Bernocchi
9. místo Gran Premio Bruno Beghelli
2013
2. místo Volta Limburg Classic
2. místo Kolem Almaty
5. místo Gran Premio Bruno Beghelli
7. místo Ronde van Drenthe
8. místo Gran Premio Industria e Commercio di Prato
2014
vítěz Giro dell'Appennino
vítěz Memorial Marco Pantani
vítěz Gran Premio Industria e Commercio di Prato
vítěz Coppa Sabatini
Kolem Slovinska
vítěz 2. etapy
2. místo Gran Premio di Lugano
2. místo Volta Limburg Classic
2. místo Tre Valli Varesine
3. místo Roma Maxima
4. místo Trofeo Laigueglia
5. místo Gran Premio Città di Camaiore
5. místo Grand Prix Pino Cerami
6. místo Milán – San Remo
2015
vítěz Coppa Italia
Tour du Limousin
 celkový vítěz
 vítěz soutěže mladých jezdců
vítěz 1. etapy
vítěz Gran Premio Bruno Beghelli
3. místo Gran Piemonte
5. místo Gran Premio della Costa Etruschi
5. místo Coppa Ugo Agostoni
6. místo Gran Premio Industria e Commercio di Prato
6. místo Coppa Sabatini
10. místo Coppa Bernocchi
2016
vítěz Gran Premio di Lugano
vítěz Coppa Ugo Agostoni
vítěz Coppa Sabatini
vítěz Tre Valli Varesine
Tour du Poitou-Charentes
vítěz 5. etapy
Tour du Limousin
2. místo celkově
vítěz etap 3 a 4
Giro della Toscana
2. místo celkově
2. místo Trofeo Laigueglia
2. místo Volta Limburg Classic
3. místo Amstel Gold Race
4. místo Gran Premio Bruno Beghelli
5. místo Gran Piemonte
6. místo Brabantský šíp
9. místo Milán – San Remo
2017
vítěz Brabantský šíp
vítěz Coppa Bernocchi
Paříž–Nice
vítěz 2. etapy
2. místo Coppa Sabatini
2. místo Gran Premio Bruno Beghelli
3. místo Bretagne Classic Ouest–France
5. místo Memorial Marco Pantani
7. místo E3 Harelbeke
9. místo Amstel Gold Race
10. místo Kolem Flander
10. místo Grand Prix Cycliste de Québec
2018
vítěz Gran Piemonte
vítěz Coppa Bernocchi
Tour de Suisse
vítěz 3. etapy
2. místo Grand Prix Cycliste de Montréal
2. místo Brabantský šíp
2. místo Coppa Sabatini
Dubai Tour
3. místo celkově
vítěz 4. etapy
3. místo Kuurne–Brusel–Kuurne
8. místo Omloop Het Nieuwsblad
9. místo Milán – San Remo
2019
vítěz Gran Premio Bruno Beghelli
Kolem Ománu
vítěz 4. etapy
Národní šampionát
2. místo silniční závod
Deutschland Tour
2. místo celkově
 vítěz bodovací soutěže
vítěz 4. etapy
2. místo Coppa Sabatini
5. místo Memorial Marco Pantani
8. místo Trofeo Matteotti
9. místo EuroEyes Cyclassics
2020
Route d'Occitanie
vítěz 2. etapy
Národní šampionát
3. místo silniční závod
4. místo Brabantský šíp
BinckBank Tour
6. místo celkově
7. místo Kuurne–Brussels–Kuurne
2021
Mistrovství Evropy
 vítěz silničního závodu
Národní šampionát
 vítěz silničního závodu
Benelux Tour
 celkový vítěz
vítěz 6. etapy
vítěz Paříž–Roubaix
vítěz Memorial Marco Pantani
Tour de Romandie
 vítěz bodovací soutěže
vítěz 2. etapy
Critérium du Dauphiné
 vítěz bodovací soutěže
vítěz 3. etapy
2. místo Coppa Sabatini
4. místo Gent–Wevelgem
6. místo Kuurne–Brusel–Kuurne
8. místo Milán – San Remo
Mistrovství světa
10. místo silniční závod
2022
2. místo Omloop Het Nieuwsblad

### Výsledky na Grand Tours
| Grand Tour      | 2012                              | 2013                              | 2014                              | 2015                              | 2016                              | 2017                              | 2018                              | 2019                              | 2020                              | 2021                              |
| --------------- | --------------------------------- | --------------------------------- | --------------------------------- | --------------------------------- | --------------------------------- | --------------------------------- | --------------------------------- | --------------------------------- | --------------------------------- | --------------------------------- |
| Giro d'Italia   | 100                               | 89                                | 94                                | 100                               | 95                                | —                                 | —                                 | —                                 | —                                 | —                                 |
| Tour de France  | —                                 | —                                 | —                                 | —                                 | —                                 | 122                               | 109                               | 85                                | 93                                | 52                                |
| Vuelta a España | Nezúčastnil se během své kariéry. | Nezúčastnil se během své kariéry. | Nezúčastnil se během své kariéry. | Nezúčastnil se během své kariéry. | Nezúčastnil se během své kariéry. | Nezúčastnil se během své kariéry. | Nezúčastnil se během své kariéry. | Nezúčastnil se během své kariéry. | Nezúčastnil se během své kariéry. | Nezúčastnil se během své kariéry. |

### Výsledky na klasikách
| Monument                        | 2012                                   | 2013                                   | 2014                                   | 2015                                   | 2016                                   | 2017                                   | 2018                                   | 2019                                   | 2020                                   | 2021                                   | 2022                                   |
| ------------------------------- | -------------------------------------- | -------------------------------------- | -------------------------------------- | -------------------------------------- | -------------------------------------- | -------------------------------------- | -------------------------------------- | -------------------------------------- | -------------------------------------- | -------------------------------------- | -------------------------------------- |
| Milán – San Remo                | —                                      | 12                                     | 6                                      | 18                                     | 9                                      | 13                                     | 9                                      | 43                                     | 63                                     | 8                                      | —                                      |
| Kolem Flander                   | —                                      | —                                      | —                                      | —                                      | —                                      | 10                                     | 23                                     | 30                                     | 27                                     | 55                                     | —                                      |
| Paříž–Roubaix                   | —                                      | —                                      | —                                      | —                                      | —                                      | —                                      | —                                      | —                                      | NS                                     | 1                                      | —                                      |
| Lutych–Bastogne–Lutych          | Nikdy se nezúčastnil během své kariéry | Nikdy se nezúčastnil během své kariéry | Nikdy se nezúčastnil během své kariéry | Nikdy se nezúčastnil během své kariéry | Nikdy se nezúčastnil během své kariéry | Nikdy se nezúčastnil během své kariéry | Nikdy se nezúčastnil během své kariéry | Nikdy se nezúčastnil během své kariéry | Nikdy se nezúčastnil během své kariéry | Nikdy se nezúčastnil během své kariéry | Nikdy se nezúčastnil během své kariéry |
| Giro di Lombardia               | DNF                                    | —                                      | —                                      | DNF                                    | DNF                                    | —                                      | —                                      | —                                      | —                                      | —                                      | —                                      |
| Klasika                         | 2012                                   | 2013                                   | 2014                                   | 2015                                   | 2016                                   | 2017                                   | 2018                                   | 2019                                   | 2020                                   | 2021                                   | 2022                                   |
| Omloop Het Nieuwsblad           | —                                      | —                                      | —                                      | —                                      | —                                      | 35                                     | 8                                      | 38                                     | 50                                     | DNF                                    | 2                                      |
| Kuurne–Brusel–Kuurne            | —                                      | NS                                     | —                                      | —                                      | —                                      | 52                                     | 3                                      | DNF                                    | 7                                      | 6                                      | 75                                     |
| E3 Harelbeke                    | —                                      | —                                      | —                                      | —                                      | —                                      | 7                                      | 49                                     | 13                                     | NS                                     | 57                                     | —                                      |
| Gent–Wevelgem                   | —                                      | —                                      | —                                      | —                                      | DNF                                    | 13                                     | 124                                    | —                                      | DNF                                    | 4                                      | —                                      |
| Brabantský šíp                  | —                                      | —                                      | DNF                                    | DNF                                    | 6                                      | 1                                      | 2                                      | 49                                     | 4                                      | 64                                     | —                                      |
| Amstel Gold Race                | —                                      | —                                      | DNF                                    | 107                                    | 3                                      | 9                                      | 74                                     | 72                                     | NS                                     | 72                                     | —                                      |
| Hamburg Cyclassics              | —                                      | —                                      | —                                      | —                                      | —                                      | 85                                     | 57                                     | 9                                      | NS                                     | NS                                     | —                                      |
| Bretagne Classic                | —                                      | —                                      | 72                                     | —                                      | 43                                     | 3                                      | 20                                     | —                                      | —                                      | —                                      | —                                      |
| Grand Prix Cycliste de Québec   | —                                      | —                                      | —                                      | —                                      | —                                      | 10                                     | 115                                    | 37                                     | Nejelo se                              | Nejelo se                              | —                                      |
| Grand Prix Cycliste de Montréal | —                                      | —                                      | —                                      | —                                      | —                                      | 19                                     | 2                                      | DNF                                    | Nejelo se                              | Nejelo se                              | —                                      |

### Výsledky na šampionátech
| Akce               | Akce           | 2012              | 2013              | 2014              | 2015              | 2016 | 2017 | 2018 | 2019 | 2020 | 2021 |
| ------------------ | -------------- | ----------------- | ----------------- | ----------------- | ----------------- | ---- | ---- | ---- | ---- | ---- | ---- |
| Mistrovství světa  | Silniční závod | —                 | —                 | 13                | —                 | DNF  | 59   | —    | 11   | —    | 10   |
| Mistrovství Evropy | Silniční závod | Závod neexistoval | Závod neexistoval | Závod neexistoval | Závod neexistoval | 29   | —    | 14   | —    | —    | 1    |
| Národní šampionát  | Silniční závod | —                 | —                 | DNF               | DNF               | —    | 8    | 66   | 2    | 3    | 1    |

| —   | Nezúčastnil se |
| DNF | Nedokončil     |
| NS  | Nejelo se      |